# ستيفن كينيدي
ستيفن كينيدي هو مهندس مدني ومهندس كندي، ولد في 4 أكتوبر 1956.